# Pierieswiet (miasto)
Pierieswiet (ros. Пересвет) – miasto w Rosji, w obwodzie moskiewskim, 90 km na południowy wschód od Moskwy. W 2020 liczyło 13 411 mieszkańców.